# William Meade Fishback
William Meade Fishback (Jeffersonton, 5 novembre 1831 – Fort Smith, 9 febbraio 1903) è stato un politico statunitense, governatore dell'Arkansas dal 1893 al 1895.

## Biografia
Fishback nacque a Jeffersonton, in Virginia, nella contea di Culpeper. Si laureò in giurisprudenza presso l'Università della Virginia nel 1855. Si trasferì poi in Illinois dove fu ammesso alla corte nel 1857.
Nel 1858, Fishback si trasferì a Greenwood, in Arkansas. Nel 1861 fu eletto nella Convenzione della Secessione dell'Arkansas come delegato a favore dell'Unione. Fishback stabilì un giornale pro-Unione chiamato The Unconditional Union nel 1863. Nel dicembre del 1863, rappresentò il diciassettenne David Owen Dodd che fu condannato per spionaggio. Durante la guerra civile americana fu a capo di circa 900 soldati per il 4th Arkansas Cavalry Regiment servendo come colonnello .
Fu scelto per rappresentare l'Arkansas nel Senato degli Stati Uniti nel 1864, ma non gli fu permesso di prendere il suo posto, poiché l'Arkansas non era ancora stato riammesso nell'Unione.
Fishback divenne quindi un delegato alla convenzione costituzionale dell'Arkansas del 1874 servendo come membro della Camera dei rappresentanti dell'Arkansas dal 1871 al 1881. In questo ruolo introdusse quello che divenne noto come "Emendamento Fishback", ora noto come Emendamento 1 (codificato come Articolo 20) della Costituzione dell'Arkansas. Questo emendamento vietava alle autorità statali di pagare gli "Holford Bonds". Il mancato pagamento del debito a causa di questo emendamento creò problemi di credito per lo stato che durarono fino al XX secolo.
Il 5 settembre 1892 Fishback fu eletto governatore dell'Arkansas. L'amministrazione di Fishback si concentrò sul cambiamento dell'immagine nazionale dello stato. Fisbhack prestò servizio come governatore fino al 1895, quando lasciò gli uffici pubblici e lavorò per attirare affari nello stato.
Sposò Adelaide Miller (1845–1882) con la quale ebbe quattro figli: Louis Frederick (1867–1958), Bertha Ward (1869–1957), William Meade, Jr (1873–1956) e Mazie (1880–1960).
Morì di infarto nel 1903 e fu seppellito nell'Oak Cemetery di Fort Smith, Arkansas.